# Complex Olímpic de Gudí
El Complex Olímpic de Gudí és una àrea esportiva situada a la ciutat d'Atenes (Grècia) que fou la seu de les competicions de bàdminton i pentatló modern durant els Jocs Olímpics d'Estiu de 2004.
En finalitzar els Jocs aquest complex esportiu ha estat utilitzat per a representacions teatrals amb el nom de Badminton Theatre.

## Pavelló Olímpic de Gudí
La construcció del Pavelló Olímpic de Gudí es va acaber el 30 de maig de 2004 i fou inaugurat oficialment el 30 de juliol del mateix any. Durant els Jocs aquesta instal·lació fou la seu de les proves de bàdminton amb una capacitat per a 5.000 espectadors.

## Centre de Pentatló Modern
El Centre de Pentatló Modern fou la seu de les proves de pentatló modern durant els Jocs. Fou oficialment inaugurat el 30 de juliol de 2004 i té una capacitat de 2.500 espectadors per a les instal·lacions de natació, 5.000 per a les d'hípica i camp a través i 3.000 per a les d'esgrima i tir olímpic.